# 9. november
9. november je 313. dan leta (314. v prestopnih letih) v gregorijanskem koledarju. Ostaja še 52 dni.

## Dogodki
- 1456 – s smrtjo Ulrika II. izumrejo celjski grofje
- 1799 – Napoleon odstavi direktorij
- 1865 – ustanovljena Elizabetina otroška bolnišnica v Ljubljani
- 1906 – delovati začne telovadno društvo Orel
- 1914 – avstralska lahka križarka HMAS Sydney poškoduje nemško križarko Emden in jo prisili, da nasede na grebenu pri Severnem Keelinškem otoku (Indijski ocean)
- 1918 – nemški cesar Viljem II. zapusti prestol in pobegne na Nizozemsko
- 1923 – v Nemčiji propade Hitlerjev poskus državnega udara
- 1938 – začetek kristalne noči
- 1939 – venlojski incident
- 1942 –
  - sestanki Hitler-Laval
  - začetek nemško-italijanskega izkrcanja v Tuniziji
  - ustanovljen prvi partizanski korpus v NOV in POJ
- 1943 – de Gaulle postane edini predsednik Francoskega odbora za narodno osvoboditev (CFLN)
- 1953 – Kambodža postane neodvisna država
- 1989 – padec berlinskega zidu
- 1993 – hrvaška vojska razstreli mostarski Stari most (Mostar)
- 2005 – v Ljubljani se začne snemanje filma Kratki stiki
- 2008 – v nesreči ruske podmornice na Tihem oceanu umre najmanj 20 mornarjev, 20 pa jih je huje ranjenih
- 2013 – zaradi posledic tajfuna Haiyan na Filipinih umre več kot 10.000 ljudi

## Rojstva
- 1608 – Tiberio Fiorillo, italijanski gledališki igralec († 1694)
- 1731 – Benjamin Banneker, afroameriški astronom, matematik, urar, izumitelj, pisatelj, založnik († 1806)
- 1744 – Ferdinand von Hompesch zu Bolheim, 71. veliki mojster Malteškega viteškega reda († 1805)
- 1818 – Ivan Sergejevič Turgenjev, ruski pisatelj († 1883)
- 1835 – Davorin Jenko, slovenski skladatelj, dirigent († 1914)
- 1866 – Alojz Dravec, slovenski porabski pisatelj in etnolog († 1915)
- 1877 – Muhammad Iqbal, indijski muslimanski filozof in pesnik († 1938)
- 1885 – Hermann Weyl, nemško-ameriški matematik († 1955)
- 1892 – Erich Auerbach, nemški filolog († 1957)
- 1910 – Georg Meier, nemški motociklistični in avtomobilistični dirkač († 1999)
- 1920 – Sergej Vrišer, slovenski umetnostni zgodovinar, muzeolog, konzervator († 2004)
- 1922 – Imre Lakatos, madžarski filozof in matematik († 1974)
- 1923 –
  - Alice Coachman, ameriška atletinja
  - Elizabeth Hawley, ameriška novinarka in kronistka himalajskih odprav († 2018)
- 1928 – Lojze Kovačič, slovenski pisatelj († 2004)
- 1934 – Carl Sagan, ameriški astronom, eksobiolog († 1996)
- 1936 – Mihail Talj, latvijski šahist († 1992)
- 1974 –
  - Sven Hannawald, nemški smučarski skakalec
  - Alessandro Del Piero, italijanski nogometaš

## Smrti
- 1042 – Oldřih, češki vojvoda (* okoli 975)
- 1148 – Ari Thorgilsson Učeni, islandski poglavar, duhovnik, zgodovinar (* 1067)
- 1187 – cesar Gaozong, dinastija Song (* 1107)
- 1208 – Sanča Kastiljska, aragonska kraljica (* 1154)
- 1261 – Sanča Provansalska, cornwallska grofica, nemška kraljica (* 1228)
- 1236 – Rukn ud din Firuz, delhijski sultan
- 1312 – Oton III./Béla V., vojvoda Spodnje Bavarske, kralj Ogrske (* 1261)
- 1317 – Manfred Atenski, sicilsko-aragonski princ, vojvoda Aten (* 1306)
- 1328 – Karel Kalabrijski, vojvoda Kalabrije (* 1298)
- 1456 – Ulrik II., celjski grof
- 1459 – Johannes von Baysen, pruski vitez in državnik (* 1380)
- 1794 – Grigorij Skovoroda, ukrajinski pesnik in filozof (* 1722)
- 1830 – Jan Śniadecki, poljski književnik, matematik, astronom, filozof (* 1756)
- 1834 – Juri Cipot, madžarsko-slovenski pisatelj (* 1793/94?)
- 1856 – Étienne Cabet, francoski filozof in utopični socialist (* 1788)
- 1918 – Guillaume Apollinaire, francoski pisatelj, pesnik, kritik (* 1880)
- 1940 – Arthur Neville Chamberlain, britanski predsednik vlade (* 1869)
- 1944 – Inoue Tecudžiro, japonski konfucijanski filozof (* 1856)
- 1951 – Sigmund Romberg, madžarski skladatelj (* 1887)
- 1952 – Chaim Weizmann, izraelski kemik, predsednik (* 1874)
- 1953 – ibn Saud, arabski plemenski in verski voditelj, savdski kralj (* 1880)
- 1964 – Cecilia Meireles, brazilska pesnica, novinarka, učiteljica (* 1901)
- 1970 – Charles de Gaulle, francoski predsednik in vojaški general (* 1890)
- 1980 – Milan Vidmar mlajši, slovenski elektroinženir in šahist (* 1909)
- 1997 – Carl Gustav Hempel, nemški filozof in logik (* 1905)
- 2003 – Art Carney, ameriški filmski igralec (* 1918)
- 2020 – Igor Žužek, slovenski dramski igralec (* 1960)

## Prazniki in obredi
- Kambodža – dan neodvisnosti